# Mesochorus asymmetricus
Mesochorus asymmetricus är en stekelart som beskrevs av Dasch 1974. Mesochorus asymmetricus ingår i släktet Mesochorus och familjen brokparasitsteklar. Inga underarter finns listade i Catalogue of Life.